# (13934) Kannami
(13934) Kannami est un astéroïde de la ceinture principale.

## Description
(13934) Kannami est un astéroïde de la ceinture principale. Il fut découvert le 11 décembre 1988 à l'Observatoire Gekko par Yoshiaki Ōshima. Il présente une orbite caractérisée par un demi-grand axe de 2,23 UA, une excentricité de 0,25 et une inclinaison de 7,8° par rapport à l'écliptique.

## Compléments